# Deutsche Volleyball-Bundesliga 1976/77 (Frauen)
Die Saison 1976/77 der Volleyball-Bundesliga war die erste Ausgabe dieses Wettbewerbs. Der USC Münster wurde zum zweiten Mal Deutscher Meister.

## Mannschaften
In der Gründungssaison spielten folgende acht Mannschaften in der ersten Liga:
- Hamburger SV
- 1. VC Hannover
- Lüner SV
- USC Münster
- ESV Neuaubing
- 1. VC Schwerte
- TV Wetzlar
- 1. VC Wiesbaden

Als Titelverteidiger trat der 1. VC Hannover an. Deutscher Meister wurde der USC Münster. Absteiger waren der Hamburger SV und der Lüner SV.